# Circonscription de Jegol Zuria et Hundene
La circonscription de Jegol Zuria et Hundene est une des 9 circonscriptions législatives de l'État fédéré du peuple Harari. Son représentant actuel est Sufiyan Abdi Yoya.